# Rue de la Bléterie
La rue de la Bléterie est une voie de Nantes, en France.

## Situation et accès
Située dans le centre-ville de Nantes, la rue de la Bléterie, qui relie la rue du Vieil-Hôpital à la rue de la Marne, est pavée et fait partie de la zone piétonnière du Bouffay. Elle croise la rue Beauregard.

## Origine du nom
ce nom est porté par Jean-Philippe-René de La Bléterie (1696-1772), historien et traducteur français, mais l'origine du nom de la rue vient plus certainement du mot « blatier », qui désigne en ancien français un marchand de blé.

## Historique
La rue, jusqu'au XVIIIe siècle, se prolongeait jusqu'à la Loire, via une poterne qui permettait de franchir la muraille du XIIIe siècle. Cette rue était étroite, obscurcie par les encorbellements, et peu salubre, jusqu'au début du XIXe siècle.
Une « rue de la Blétrie » longeait le rempart qui bordait le « quai de la Poterne » (devenu quai puis allée Flesselles). La rue de la Bléterie portait le nom de « rue de la Poterne », puisqu'une poterne dans l'axe de la voie permettait le franchissement de la muraille. Elle prend également les noms de « rue de la Salorge », « rue de la Salinière ». Le nom de « rue de la Bléterie » apparaît sur un plan de 1818. 
Vers 1840, un bâtiment est construit au-dessus de la rue, le long du quai Flesselles. Après la Seconde Guerre mondiale, l'îlot qui longe le quai est remodelé ; la rue de la Bléterie, partiellement déclassée en 1949 et 1950 pour sa partie sud, s'achève depuis lors rue du Vieil-Hôpital.